# Savcı Bey
Savcı Bey byl osmanský princ, který spolu s byzantským císařem Andronikem uvěznil oba jejich otce; osmanského sultána Murada I. a byzantského císaře Jana V. Palaiologa. Stalo se tak v 70. letech 14. století. Savcı byl nejmladší ze tří synů Murada I. Jméno jeho matky a datum narození je neznámý. Podle osmanských tradic museli všichni princové (turecky: şehzade) sloužit jako guvernéři provincií (sandžaků), aby byli připraveni na možnou budoucí vládu. Savcı sloužil jako guvernér Bursy, druhým hlavním městem říše (tehdy bylo hlavním městem Edirne). 

## Vzpoura
Když osmanští Turci dobyli Edirne (dříve Andrianopolis), byzantský císař Jan V. Palaiologos prosil západní část říše o pomoc. Místo toho byl zadržen jako dlužník v Benátkách. Andronikos (později císař Andronikos IV.), jeho syn a regent Konstantinopole (dnešní Istanbul), odmítl za svého otce dluhy zaplatit a Jan se tak musel vzdát ostrova Tenedos (dnes Bozcaada, Turecko), aby si mohl zajistit svou vlastní svobodu. Po tomto incidentu jmenoval Jan jako korunního prince svého syna Manuela (později císař Manuel II. Palaiologos) a v roce 1373 souhlasil s osmanskou nadvládou. Následně jej osmanský sultán požádal o pomoc v potlačení povstání na některých částech jeho říše a tak Jan opustil hlavní město. Jeho absence pak poskytla Andronikovi příležitost ke vzpouře.
Na osmanské straně, princ Savcı Bey, který byl nejmladším ze všech tří princů, viděl, že ve stínu svých starších bratrů nemá šanci stát se budoucím sultánem a na základě osmanské tradice by jej čekala poprava. (Strach z této možnosti nebyl ojedinělý, sám sultán Bajezid II. po smrti Murada I. okamžitě zabil svého staršího bratra Yakupa a tím si zajistil právo na trůn i život.). Zorganizoval tedy povstání, aby mohl získat trůn. Zatímco jeho otec řešil povstání v jiných částech říše, Savcı mohl organizovat povstání v hlavním městě. Využil pokladnice, která mu byla svěřena a sestavil svou vlastní armádu. Dva vzbouření princové, každý jdoucí za jiným cílem, se rozhodli spolupracovat a spojit své síly.  

## Konec povstání
Poté, co se sultán Murad I. a císař Jan V. dozvěděli, že jejich synové rozpoutali vlastní povstání, se vrátili do Anatolie. Armády otců a synů se setkali v Apikridionu (velmi žádané oblasti, pravděpodobně jihozápadně od Konstantinopole), kde Murad přesvědčil synovy vojáky ke změně strany. I když oba princové nejdříve utekli do Didymoteicha (dnešní Řecko), krátce na to se vzdali. Po rychlém návratu rozzuřený Murad chtěl Savcıho jen oslepit. Pak ale změnil názor a svého syna popravil. I přesto, že Murad žádal Jana, aby svého syna také oslepil, Jan byl více milosrdný a nechal Andronikovi oslepit pouze jedno oko. I přesto se po jeho smrti stal Andronikos byzantským císařem.  

## Následky
Syn Savcıho, princ Davud, uprchl do Uherska. Jeho jméno bylo zmíněno naposledy v roce 1411 (během osmanského interregna), kde se o něm mluvilo jako o neúspěšném kandidátovi na osmanský trůn. Později byl spojencem Jánose Hunyadiho, který bojoval proti Osmanské říši.  